# Pseudagrion salisburyense
Pseudagrion salisburyense är en trollsländeart som beskrevs av Friedrich Ris 1921. Pseudagrion salisburyense ingår i släktet Pseudagrion och familjen dammflicksländor. IUCN kategoriserar arten globalt som livskraftig. Inga underarter finns listade i Catalogue of Life.